# 彭堣
彭堣，南昌人，是一名明朝政治人物。
彭堣曾于崇祯年间接替邹得鲁任邵武府知府一职，崇祯年间由杨汝翼接任。